# 세인트폴 (미네소타주)

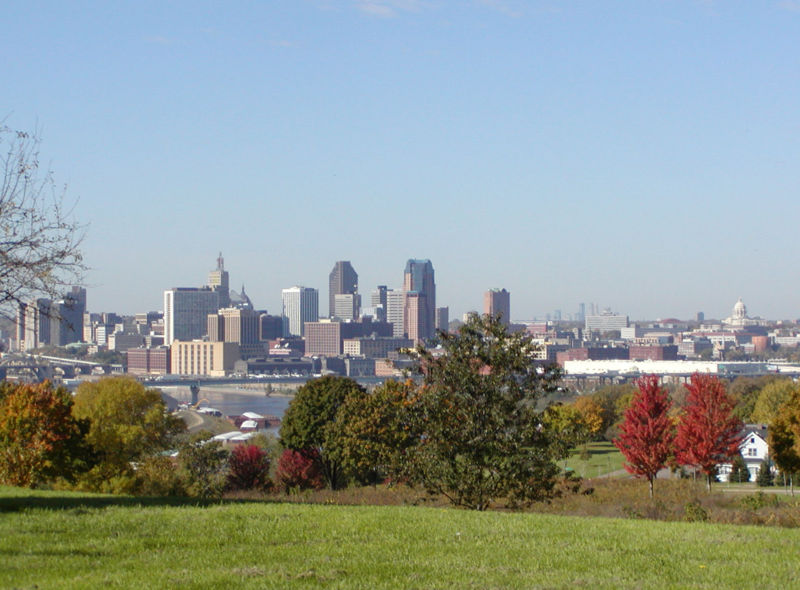
세인트폴

세인트폴(Saint Paul)은 미네소타주의 주도로 주 내에서 두 번째로 큰 도시이다. 미시시피강을 끼고 미니애폴리스와 맞닿아 있어 기능적으로는 일체가 된 도시를 형성하고 있으며,함께 쌍둥이 도시(Twin Cities)라고 불린다. 탄생은 미니애폴리스보다도 늦으나, 상업·교통의 중심지로서 주의 수도가 되었으며, 출판·인쇄업 등 외에 자동차·전자제품·철강·인쇄기를 생산한다.

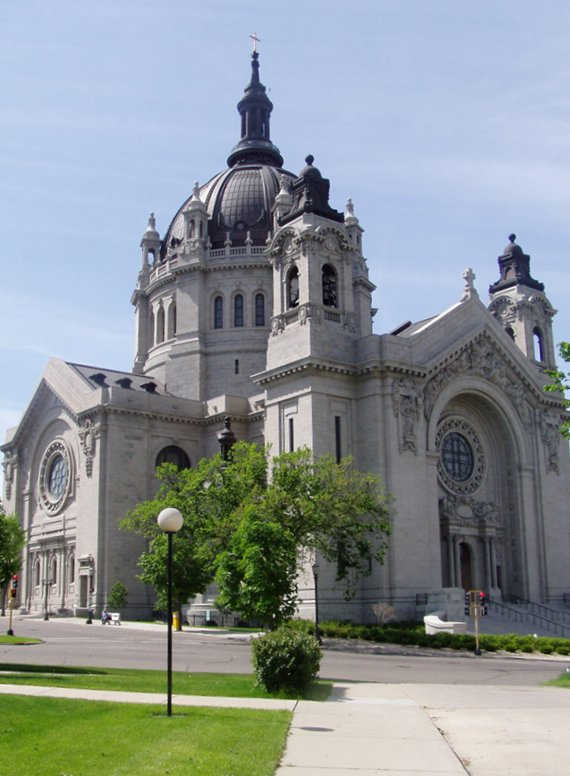
세인트폴 대성당

## 지리
이 도시는 총 면적이 145.5  km2(56.2 mi²)이다. 136.7 km2 (52.8 mi²)가 육지에 접해 있고, 8.8 km2 (3.4 mi²)가 호수에 접해 있다. 미시시피강이 이 도시를 통과해서 흐르고 세인트폴의 서쪽과 남서쪽, 남동쪽 경계를 이룬다. 서쪽은 미네소타주에서 가장 큰 도시인 미니애폴리스가 위치해 있다. 북쪽은 팔콘하이츠, 로더데일, 로즈빌, 메이플우드, 동쪽은 메이플우드, 남쪽은 웨스트세인트폴과 사우스세인트폴에 위치해 있다. 남쪽에 위치한 강을 경계로 릴리데일, 멘도타, 멘도타하이츠에 접해 있다. 이 도시의 가장 큰 호수는 픽스아이 호(Pig's Eye Lake), 팔렌 호(Lake Phalen), 코모 호이다.

### 기후
| 세인트폴의 기후                                                  | 세인트폴의 기후 | 세인트폴의 기후 | 세인트폴의 기후 | 세인트폴의 기후 | 세인트폴의 기후 | 세인트폴의 기후 | 세인트폴의 기후 | 세인트폴의 기후 | 세인트폴의 기후 | 세인트폴의 기후 | 세인트폴의 기후 | 세인트폴의 기후 | 세인트폴의 기후 |
| 월                                                               | 1월             | 2월             | 3월             | 4월             | 5월             | 6월             | 7월             | 8월             | 9월             | 10월            | 11월            | 12월            | 연간            |
| ---------------------------------------------------------------- | --------------- | --------------- | --------------- | --------------- | --------------- | --------------- | --------------- | --------------- | --------------- | --------------- | --------------- | --------------- | --------------- |
| 역대 최고 기온 °C (°F)                                           | 14 (58)         | 18 (64)         | 28 (83)         | 34 (93)         | 37 (99)         | 38 (101)        | 40 (104)        | 40 (104)        | 38 (101)        | 32 (90)         | 26 (78)         | 17 (63)         | 40 (104)        |
| 일평균 최고 기온 °C (°F)                                         | −4.5 (23.9)     | −1.8 (28.7)     | 5.4 (41.7)      | 13.8 (56.8)     | 20.5 (68.9)     | 25.8 (78.5)     | 28.1 (82.6)     | 26.9 (80.4)     | 22.4 (72.4)     | 14.4 (58.0)     | 5.6 (42.1)      | −1.9 (28.6)     | 12.9 (55.2)     |
| 일일 평균 기온 °C (°F)                                           | −8.7 (16.3)     | −6.2 (20.8)     | 0.6 (33.1)      | 8.3 (47.0)      | 14.9 (58.9)     | 20.4 (68.8)     | 22.9 (73.3)     | 21.7 (71.1)     | 17.2 (62.9)     | 9.4 (49.0)      | 1.4 (34.6)      | −5.7 (21.7)     | 8.1 (46.5)      |
| 일평균 최저 기온 °C (°F)                                         | −13.0 (8.6)     | −10.6 (12.9)    | −4.1 (24.6)     | 2.9 (37.2)      | 9.4 (48.9)      | 15.1 (59.2)     | 17.8 (64.0)     | 16.5 (61.7)     | 11.9 (53.4)     | 4.4 (40.0)      | −2.7 (27.1)     | −9.6 (14.8)     | 3.2 (37.7)      |
| 역대 최저 기온 °C (°F)                                           | −41 (−41)       | −36 (−33)       | −32 (−26)       | −14 (6)         | −5 (23)         | 1 (34)          | 7 (45)          | 4 (39)          | −2 (28)         | −13 (8)         | −32 (−25)       | −39 (−39)       | −41 (−41)       |
| 평균 강수량 mm (인치)                                            | 12 (0.48)       | 13 (0.52)       | 36 (1.43)       | 66 (2.58)       | 101 (3.97)      | 118 (4.63)      | 101 (3.97)      | 104 (4.10)      | 78 (3.08)       | 63 (2.47)       | 34 (1.32)       | 17 (0.65)       | 742 (29.20)     |
| 평균 강수일수 (≥ 0.01 인치)                                      | 4.0             | 4.3             | 7.1             | 10.6            | 12.7            | 13.0            | 9.9             | 10.0            | 9.6             | 9.2             | 6.2             | 4.9             | 101.5           |
| 출처: 미국 해양대기청 (평년값: 1991년~2020년, 극값: 1872년~현재) |                 |                 |                 |                 |                 |                 |                 |                 |                 |                 |                 |                 |                 |

## 인구 통계
| 인구조사              | 인구    | Note  | %±     |
| --------------------- | ------- | ----- | ------ |
| 1850년                | 1,112   |       | —      |
| 1860년                | 10,401  |       | 835.3% |
| 1870년                | 20,030  |       | 92.6%  |
| 1880년                | 41,473  |       | 107.1% |
| 1890년                | 133,156 |       | 221.1% |
| 1900년                | 163,065 |       | 22.5%  |
| 1910년                | 214,744 |       | 31.7%  |
| 1920년                | 234,698 |       | 9.3%   |
| 1930년                | 271,606 |       | 15.7%  |
| 1940년                | 287,736 |       | 5.9%   |
| 1950년                | 311,349 |       | 8.2%   |
| 1960년                | 313,411 |       | 0.7%   |
| 1970년                | 309,980 |       | −1.1%  |
| 1980년                | 270,230 |       | −12.8% |
| 1990년                | 272,235 |       | 0.7%   |
| 2000년                | 287,151 |       | 5.5%   |
| 2010년                | 285,068 |       | −0.7%  |
| 2019 (추산)           | 308,096 | [ 5 ] | 8.1%   |
| U.S. Decennial Census |         |       |        |

2000년 미국 인구 조사에 따르면, 세인트폴에는 인구 287,151 명, 112,109 세대, 그리고 60,987 가구가 거주하고 있다. 인구 밀도는 2,101.0/km2 (5,441.7/mi²)이다. 846.6/km2(2,192.8/mi²)의 평균 밀도로 115,713 주택단위가 있다. 세인트폴의 인종 구성은 백인 67.02%, 흑인 11.71%, 아메리카 원주민(인디언) 1.13%, 아시아인 12.36%(주로 흐몽족과 베트남인), 태평양 섬 주민 0.07%, 기타 인종 3.84%, 그리고 두개 이상의 인종 출신이 3.87%이다. 인구의 7.91%가 히스패닉 혹은 라티노이다. 세인트폴은 전 세계에서 가장 큰 흐몽족 거주지 가운데 하나에 속해 있다.
세인트폴의 112,109 세대 중 29.1%는 18세 미만의 자녀를 데리고 살고 있고, 36.1%는 같이 살고 있는 부부이며, 13.9%는 남편이 없는 여성 세대주가 있으며, 45.6%는 비가족(인척·혈연 관계는 없으나 함께 사는 사람들)이다. 평균 세대 규모는 2.46명이며 평균 가구 규모는 3.32명이다.
세인트폴의 인구 구성은 18세 미만이 27.1%, 18세에서 24세가 12.5%, 25세에서 44세가 32.0%, 45세에서 64세가 18.0%, 그리고 65세 이상이 10.3%이다. 중위연령(연령의 중앙값)은 31세이다. 여성 100명 당 남성 18명이 있다. 18세 이상에서는 여성 100명당 남성 89.5명이 있다.
세인트폴의 세대당 중위 소득(소득의 중앙값)은 38,774달러이고, 가구당 중위 소득은 48,925달러이다. 남성들의 중위 소득은 35,111달러이고, 여성들의 중위 소득은 29,432달러이다. 세인트폴의 1인당 소득은 20,216달러이다. 인구의 11.7%와 가구들의 15.6%가 빈곤선(poverty line;최저 생활 유지에 필요한 소득)아래에 있다. 전체 인구 중에서, 18세 미만인 인구의 23.2%와 65세 이상인 인구의 9.7%가 빈곤선 이하로 살고 있다.

## 같이 보기
- 미니애폴리스-세인트폴
- USS 세인트폴